# Luděk Mikloško
Luděk ("Ludo") Mikloško (Prostějov, 9 december 1961) is een voormalig Tsjechisch voetballer die gedurende zijn carrière onder andere uitkwam voor Baník Ostrava en West Ham United.

## Voetbalcarrière
Mikloško begon zijn carrière bij Baník Ostrava. In 1980 maakte hij een tijdelijke overstap naar TJ Rudá Hvězda Cheb (Rode Ster Cheb), om 1982 weer terug te keren. Tot 1990 was Mikloško te bewonderen op het veld van Baník Ostrava. In dat jaar maakte hij de overstap naar de Engelse club West Ham United. Hij was al meteen in zijn eerste jaar succesvol bij West Ham. De club promoveerde en wist de finale van de FA Cup te behalen, Mikloško kreeg de prijs Hammer of the year uitgereikt. In 1998 maakte hij de overstap naar Queens Park Rangers, waar hij zijn actieve voetbalcarrière in 2001 afsloot.

## Interlandcarrière
Gedurende zijn carrière verzamelde Mikloško 40 interlands voor Tsjecho-Slowakije en twee voor Tsjechië. Hij nam ook aan het Wereldkampioenschap Voetbal 1990 deel als tweede doelman.